# Francesca Lechi
Francesca Lechi, dite « Fanny » (née à Brescia en 1773 et morte dans la même ville en 1806) est une révolutionnaire italienne, jacobine et patriote.

## Biographie
Fille du comte Faustino Lechi et de la comtesse Doralice Bielli, elle fait ses études au collège de Salò, puis à celui de Castiglione.
Avec ses frères Teodoro, Giuseppe, Angelo, Bernardino et Giacomo, elle partagea les idéaux jacobins et participa à l'épopée napoléonienne jusqu'à sa mort prématurée
,.
.
Après une fugue précoce, elle épousa le 21 août 1793 Francesco Ghirardi, avocat de la république de Venise. Elle prend part à la révolution de Brescia en 1797,.
Elle entretint une relation avec Joachim Murat, avec qui elle semble avoir entretenu une correspondance dense et passionnée. Ayant déménagé avec son mari à Milan, elle y rencontre Stendhal qui la cite dans un de ses ouvrages, Vie de Napoléon, où l'écrivain définit les yeux de Lechi « comme les plus beaux de tout Brescia »,.

« La comtesse Gherardi, fille du comte Lecchi, avait peut-être les plus beaux yeux de Brescia, le pays de beaux yeux.» »

— Extrait de Vie de Napoléon de Stendhal

## Portraits
- Portrait de Francesca Ghirardi Lechi par Andrea Appiani[1].
- Portrait de Francesca Ghirardi Lechi sur un médaillon en ivoire, par Giovanni Battista Gigola (it), Metropolitan Museum of Arts, New York[1].